# 安枝英訷
安枝 英訷（やすえだ ひでのぶ、1941年4月20日 - 2001年3月27日）は、日本の法学者。専門は労働法。元同志社大学教授・同大学大学院総合政策科学研究科研究科長。大阪府出身。

## 人物
主な著書に『サイエンス・オブ・ロー事始め』（1998年、有斐閣、共著）など。『人事スタッフのためのすぐに役立つ労働法―知らないとたいへん労働法の実務』（2001年、経営書院）のような実務者向けの著作もある。
2001年3月27日、消化管出血のため死去。